# Andreas Meister
Andreas Meister (* 19. Juli 1966 in Einbeck) ist ein deutscher Mathematiker und Universitätsprofessor.

## Werdegang
Von 1987 bis 1993 studierte Andreas Meister Mathematik/Informatik an der Georg-August-Universität Göttingen. Von 1993 bis 1996 erhielt er ein Promotionsstipendium an der Deutschen Forschungsanstalt für Luft- und Raumfahrt Göttingen. Er promovierte 1996 an der TH Darmstadt. 1996 war Meister wissenschaftlicher Mitarbeiter am Institut für Techno- und Wirtschaftsmathematik in Kaiserslautern, dem späteren Fraunhofer-Institut für Techno- und Wirtschaftsmathematik, und von 1996 bis 2002 wissenschaftlicher Mitarbeiter bzw. wissenschaftlicher Assistent an der Universität Hamburg. 2001 habilitierte er dort und wurde Privatdozent am Fachbereich Mathematik.
Von 2002 bis 2003 lehrte Meister als Hochschuldozent an der Universität zu Lübeck. Seit 2003 ist er Mathematik-Professor an der Universität Kassel, ab 2019 zusätzlich Adjunkt-Professor an der University of Maryland.

## Werke (Auszug)
- Meister et al.: Höhere Mathematik für Ingenieure – Band I: Analysis. Vieweg+Teubner, 2011, ISBN 978-3-8348-1218-6
- Meister et al.: Höhere Mathematik für Ingenieure – Band II: Lineare Algebra. Springer Vieweg, 2012, ISBN 978-3-8348-1853-9
- Meister et al.: Höhere Mathematik für Ingenieure – Band III: Gewöhnliche Diffentialgleichungen, Distributionen, Integraltransformationen. Vieweg+Teubner, 2009, ISBN 978-3-8348-0565-2
- Meister et al.: Vektoranalysis – Höhere Mathematik für Ingenieure, Naturwissenschaftler und Mathematiker. Springer Vieweg, 2012, ISBN 978-3-8348-1851-5
- Meister et al.: Funktionentheorie – Höhere Mathematik für Ingenieure, Naturwissenschaftler und Mathematiker. Teubner, 2004, ISBN 3-519-00480-1
- Meister et al.: Partielle Differentialgleichungen und funktionalanalytische Grundlagen – Höhere Mathematik für Ingenieure, Naturwissenschaftler und Mathematiker. Vieweg+Teubner, 2010, ISBN 978-3-8348-1294-0
- Meister: Numerik linearer Gleichungssysteme. Vieweg+Teubner, 2011, ISBN 978-3-8348-1550-7
- Meister, Sonar: Numerik. Springer Spektrum, 2019, ISBN 978-3-662-58357-9
- Meister, Struckmeier: Hyperbolic Partial Differential Equations. Vieweg, 2011, ISBN 978-3-322-80229-3

Daneben verfasste Andreas Meister (auch gemeinsam mit anderen Wissenschaftlern) zahlreiche wissenschaftliche Artikel in Fachzeitschriften und anderen Publikationen.

## Forschungsschwerpunkte
Numerik partieller Differentialgleichungen, Numerik linearer Gleichungssysteme.

## Preise und Auszeichnungen
- 2000: Kurt-Hartwig-Siemers-Wissenschaftspreis.
- 2002: Preis für Mentorship der Claussen-Simon-Stiftung.
- Mehrere Preise für Exzellenz in der Lehre.[4]